# Lucio Cornelio Silla (Händel)
Silla (titolo completo Lucio Cornelio Silla, HWV 10) è un'opera seria (intesa come dramma per musica) in tre atti di Georg Friedrich Händel. Il libretto in italiano era di Giacomo Rossi. La storia si riferisce al generale romano Lucio Cornelio Silla (138–78 a.C.) come ci viene raccontato da Plutarco.
L'opera sembra essere stata un pièce d'occasion e si ritiene che probabilmente fu eseguita solo una volta. La musica è stata riutilizzata in un'opera successiva di Handel Amadigi di Gaula.

## Storia delle esecuzioni
La prima esecuzione potrebbe essere stata il 2 giugno 1713. Una dedica del librettista, Rossi, per l'ambasciatore francese, il duca d'Aumont, appare con quella data in una copia stampata del libretto. Anthony Hicks crede che ci può essere stato uno spettacolo privato al Queen's Theatre, Londra.
Tuttavia secondo l'Amadeus Almanac, l'esecuzione ha avuto luogo presso Burlington House. L'opera è stata eseguita in tempi moderni, per esempio, al London Handel Festival nel 2000.

## Ruoli
| Ruolo                              | Tipo voce          | Cast della prima, 2 giugno 1713               |
| ---------------------------------- | ------------------ | --------------------------------------------- |
| Silla, Dittatore Romano            | contralto castrato | Valentino Urbani ("Valentini")                |
| Metella, Moglie di Silla           | soprano            | Probabilmente Elisabetta Pilotti Schiavonetti |
| Lepido, tribuno                    | soprano castrato   | Valeriano Pellegrini                          |
| Flavia, Moglie di Lepido           | soprano            | Francesca Margherita de L'Épine               |
| Claudio, senatore, amante di Celia | contralto          | Jane Barbier                                  |
| Celia, Figlia di Catulo            | soprano            | Maria Manina-Fletcher-Seedo                   |
| Il dio Marte                       | basso              | Richard Leveridge                             |
| Scabro                             | silente            |                                               |

## Trama

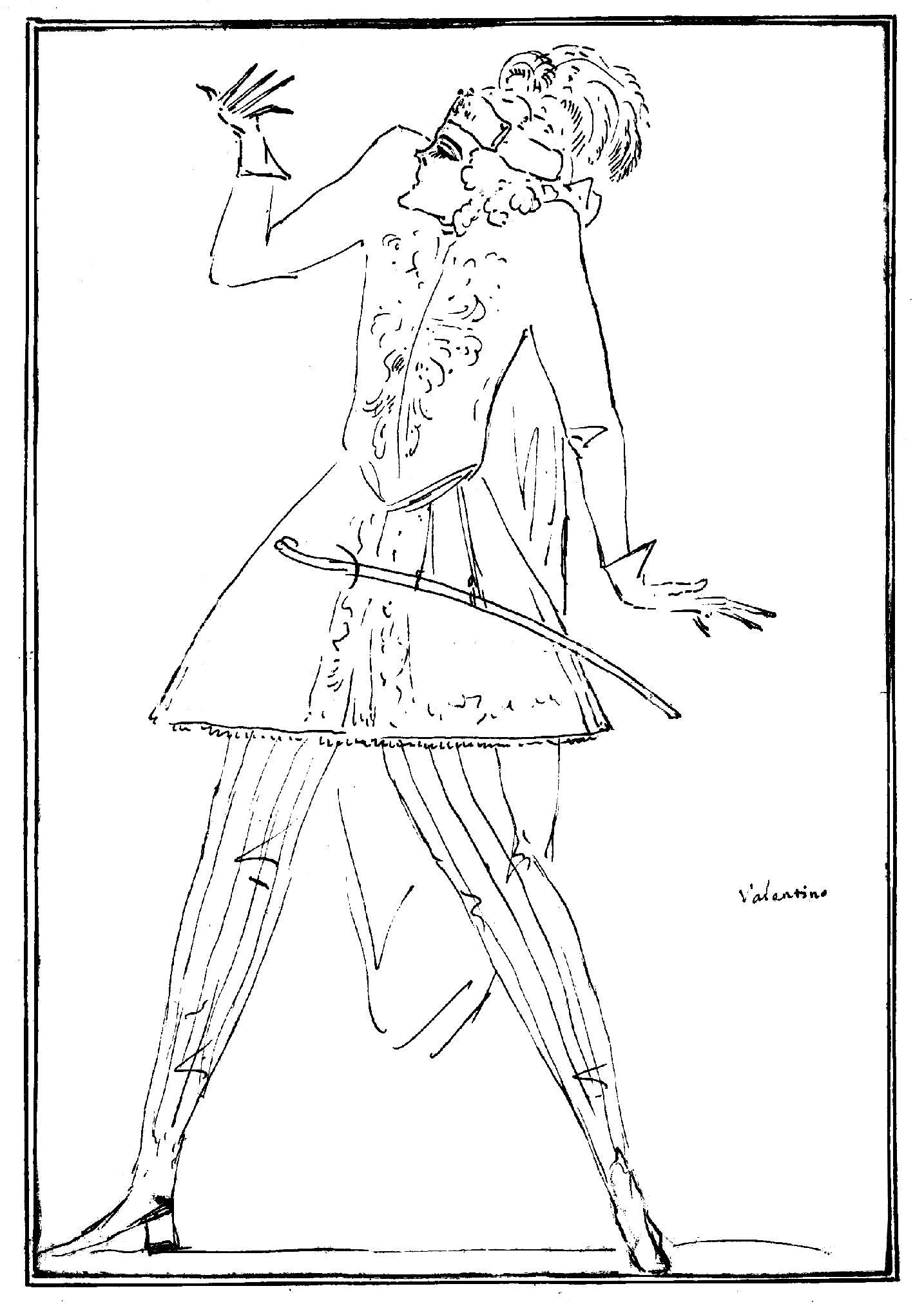
Caricatura di Valentino Urbani, che interpretò Silla per primo

### Atto 1
Luogo: Roma
Periodo: all'epoca della Repubblica romana, circa l'81 a.C.
Il capo militare Silla torna vittorioso a Roma, dopo aver sottomesso entrambe le popolazioni straniere ribelli e il suo nemico personale, Mario (lo storico Gaio Mario) e il suo esercito. Silla passa attraverso un arco trionfale costruito appositamente mentre le trombe e la popolazione lo acclamano. Quando Silla però annuncia che sta per proclamarsi dittatore ed unico legislatore per Roma, sia la moglie Metella che il tribuno Lepido sono inorriditi.
Flavia, moglie di Lepido, gli dice di brutti sogni che ha avuto su dei pericoli per Roma, ma Lepido respinge questo come superstizione.
Celia, figlia di uno statista di alto rango che si era anche opposto a Mario, nemico di Silla, è innamorata del senatore Claudio e lui di lei, ma lei non si decide ad accettarlo, poiché è un sostenitore di Mario.
Claudio affronta Silla e lo accusa di distruggere la libertà di Roma. Silla è furioso e si rifiuta di ascoltarlo, ma, lasciato solo, Claudio giura di continuare a lottare contro la tirannia.

### Atto 2
Silla viene scoperto dalla moglie Metella mentre tenta di sedurre la bella Celia. Metella mette fine a questo, per il momento.
Silla poi tenta la virtù della moglie di Lepido Flavia, a casa sua. Lepido lo scopre e interviene, dopo di che Silla accusa Lepido di cospirare con gli altri per rovesciarlo e ordina che sia Lepido che sua moglie siano imprigionati, in attesa dell'esecuzione. Marito e moglie si dicono addio in lacrime.
Celia ha superato i suoi scrupoli di accettare un sostenitore di Mario, nemico di suo padre, e ha ammesso di amare Claudio. La coppia si crogiola nella sua felicità, quando Claudio è posto in arresto per aver cospirato contro Silla e anche condannato a morte. Metella viene a sapere degli ordini crudeli e tirannici del marito dal suo servo Scabro e giura di impedire che vengano messi in atto.
Nella torre dove è imprigionato, Claudio può vedere l'arena dove è stato condannato ad essere sbranato dalle belve feroci e dice addio alla vita.
Metella prende un indumento che ha intriso di sangue animale e dice al servo Scabro di portarlo a Silla e di dirgli che è di Lepido, caduto a terra quando è stato giustiziato. Silla è soddisfatto, ma vuole ancora vedere ugualmente Claudio sbranato da una bestia feroce. Arrivano notizie a Silla che i sostenitori di Mario hanno inscenato una nuova ribellione e Silla si precipita fuori per soffocarla. Metella ordina che sia Claudio che Lepido vengano liberati dal carcere.

### Atto 3

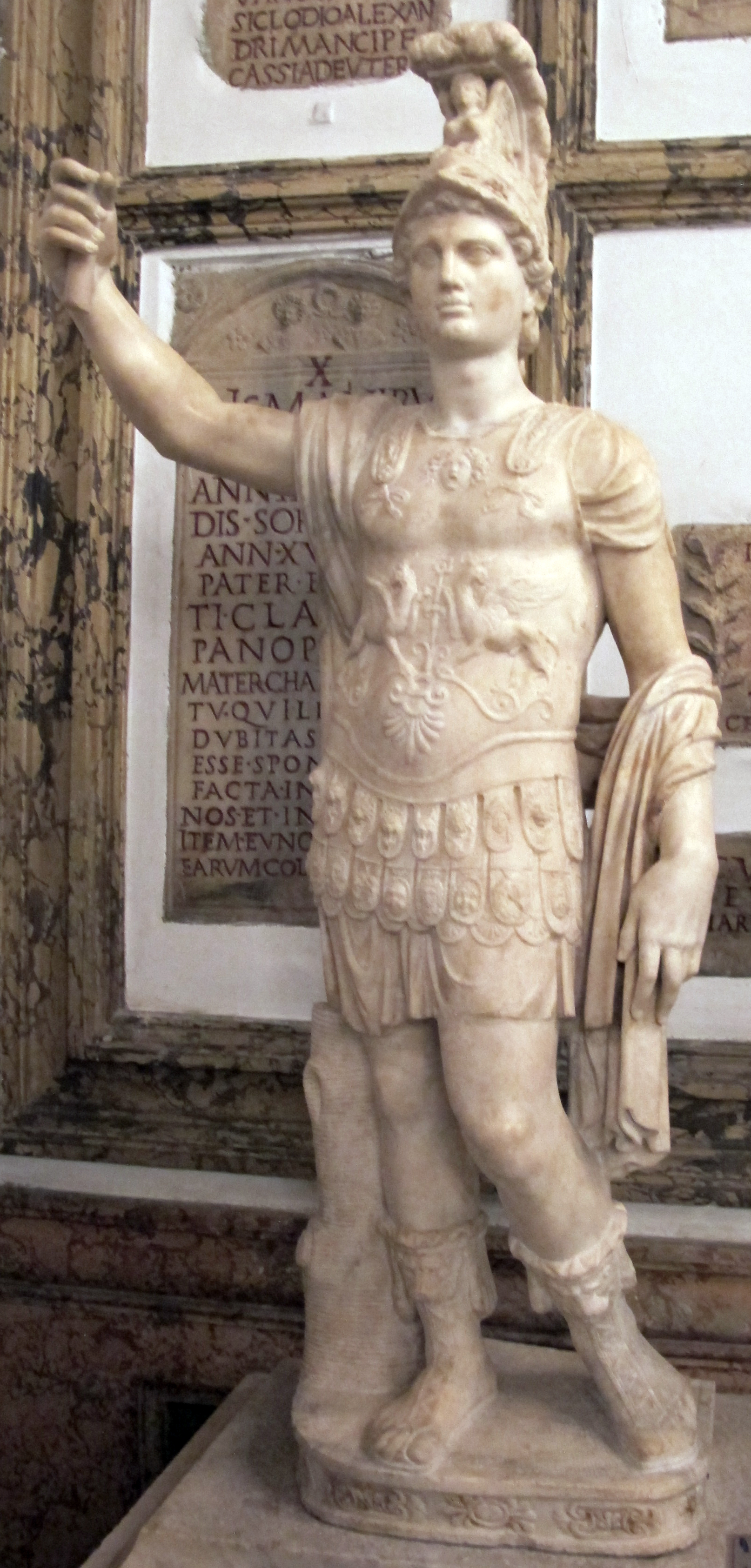
Marte, Dio della Guerra

Lepido ringrazia Metella per averlo salvato e annuncia la sua intenzione di assassinare Silla per ripristinare la libertà romana. Metella rifiuta di avere a che fare con un tale complotto contro il marito. Essi ricevono la notizia che Silla sta lasciando Roma. Mentre Metella si rammarica del fatto che non ha potuto dirgli addio, coglie l'occasione per dire al suo servo Scabro di portare Lepido da sua moglie Flavia nella sua cella e aiutarla a fuggire.
Silla si rammarica di dovere lasciare Roma senza aver soddisfatto i suoi desideri verso sia Celia che Flavia. Egli tenta di sedurre di nuovo Celia, ma lei lo respinge e lui le dice che il suo amato Claudio è stato strappato dalla vita dalle bestie feroci e la lascia. Celia lamenta la morte del suo amante e sente l'eco delle sue parole. È lo stesso Claudio, che sta ascoltando. In un primo momento lei pensa che sia un fantasma, ma poi è felice di essere riunita con Claudio ancora vivo.
Più o meno lo stesso scenario si verifica poi nella cella di Flavia dove lei attende la morte. Silla appare con l'abito macchiato di sangue, dicendole che è ciò che il marito indossava quando è stato colpito dalle frecce e la minaccia della stessa sorte, a meno che lei non ceda alla sua lussuria. Lei rifiuta, dopo di che Silla si precipita fuori. Lepido appare a sua moglie e in un primo momento anche lei crede che sta vedendo un fantasma, ma lui la rassicura ed esprimono la loro gioia.
Al porto, dove Silla si sta imbarcando per lasciare Roma, la moglie Metella appare a salutarlo. Egli esprime il suo rammarico per come l'ha trattata e la coppia spera che un giorno potranno di nuovo stare insieme. Metella guarda dalla riva mentre la nave di Silla annaspa in una tempesta e affonda. Silla sfugge al relitto e nuota verso una vicina isola, Metella entra in una piccola barca, rema verso di lui e salva il marito.
Lepido e Claudio sono in Campidoglio a riunire i loro sostenitori per una rivolta contro la tirannia mostruosa di Silla, quando compare il dio Marte su una nuvola e annuncia la salvezza di Roma. Metella conduce suo marito pentito, che si scusa con tutti per il suo comportamento e annuncia il suo ritiro per una piccola proprietà dove vivrà tranquillamente con la moglie. Claudio e Celia ora vogliono sposarsi. Tutti gioiscono della svolta fortunata degli eventi.

## Contesto e analisi
Händel, compositore di origine tedesca, dopo aver trascorso gli inizi della sua carriera in Italia, si stabilì a Londra, dove nel 1711 aveva portato l'opera italiana per la prima volta con il suo lavoro Rinaldo. Rinaldo riscosse un successo enorme e provocò a Londra una vera mania per l'opera seria italiana, una forma musicale all'epoca tutta impostata prevalentemente sulle arie solistiche delle star, i virtuosi del bel canto. Rinaldo un'opera "magica", con incantesimi, stregoni e molta ingegnosità scenica, fu seguito da Il Pastor Fido, un'opera più breve e più semplice, che non ebbe successo con il pubblico di Londra alle sue prime esecuzioni. L'occasione per la quale fu scritta Silla non è nota e la presenza di una parte per un attore che non canta (Scabro) in un'opera di Händel è l'unica caratteristica di Silla il cui motivo è ancora sconosciuto.
La musica è scritta per archi, due flauti dolci, due oboi, fagotto, tromba, e gli strumenti del basso continuo.

## Registrazioni
| Data di registrazione | Cast: Silla, Lepido, Claudio, Metella Flavia, Celia, Il Dio Marte                                          | Direttore, orchestra                  | Etichetta                            |
| --------------------- | --- | ------------------------------------- | ------------------------------------ |
| 11 aprile 2000        | James Bowman, Joanne Lunn, Simon Baker, Rachel Nicholls, Natasha Marsh, Elizabeth Cragg, Christopher Dixon | Denys Darlow, London Handel Orchestra | Audio CD:SOMM Recordings, Cat: 227-8 |